# ČZ 175/501 Čezeta
ČZ 175/501 Čezeta je dvoumístný motocykl kategorie skútr, vyvinutý Českou zbrojovkou Strakonice, vyráběný od roku 1957 do roku 1960. V roce 1960 byl nahrazen modernizovaným typem ČZ 175/502 Čezeta. Vývoj byl zahájen v roce 1950 v českobudějovické České zbrojovce. Prototyp spatřil světlo světa v roce 1956 a v roce 1957 vznikla první třísetkusová série. Hned v prvním roce výroby zaujal zákazníky ve dvaceti zemích světa.

## Technické parametry
- Suchá hmotnost: 130 kg
- Maximální rychlost: 80 km/h
- Spotřeba paliva: 3,2 l/100 km

## Typy
- ČZ 175/501 – představen v roce 1956, sériově vyráběn od roku 1957
- ČZ 175/501.01 – od ledna 1959, bez ventilátoru, vyrobeno 2 000 ks
- ČZ 175/501.02 Tropy – s tříokruhovým střídavým zapalováním, magnetový alternátor s usměrňovačem 6 V/15 A a odlišnou spínací skříňkou.
- ČZ 175/501.03 – od března 1959, s ventilátorem, vyrobeno 16 000 ks
- ČZ 175/501.04 Tropy – s tříokruhovým střídavým zapalováním, magnetový alternátor s usměrňovačem 6 V/15 A s odlišnou spínací skříňkou.
- ČZ 175/501.05 – od 4. čtvrtletí 1959, s ventilátorem a dynamospouštěčem 12 V, dynamostartér 90 W – 12 V, chlazení axiálním ventilátorem, vyrobeno 25 000 ks

## Fotogalerie

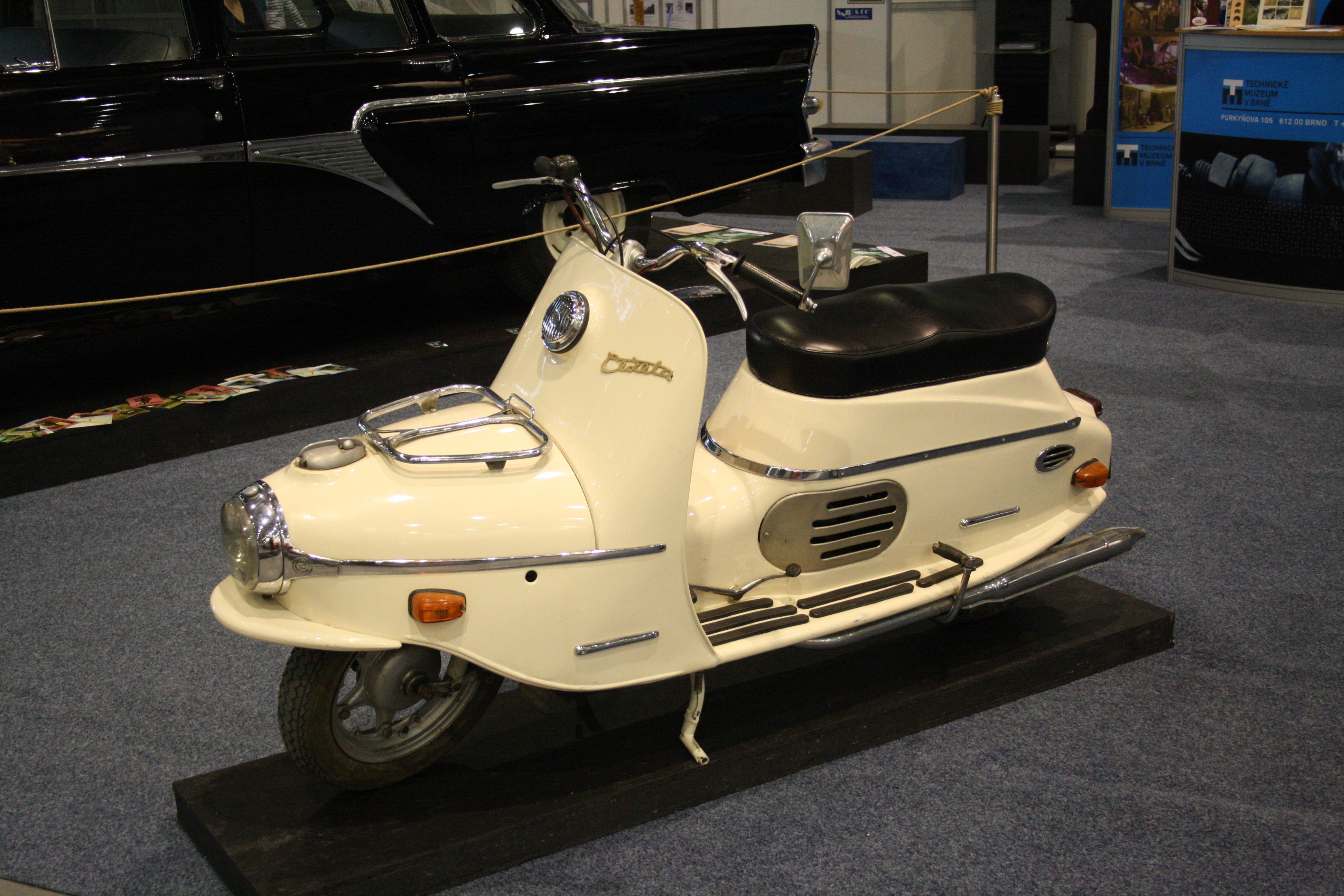
ČZ 175/501 Čezeta
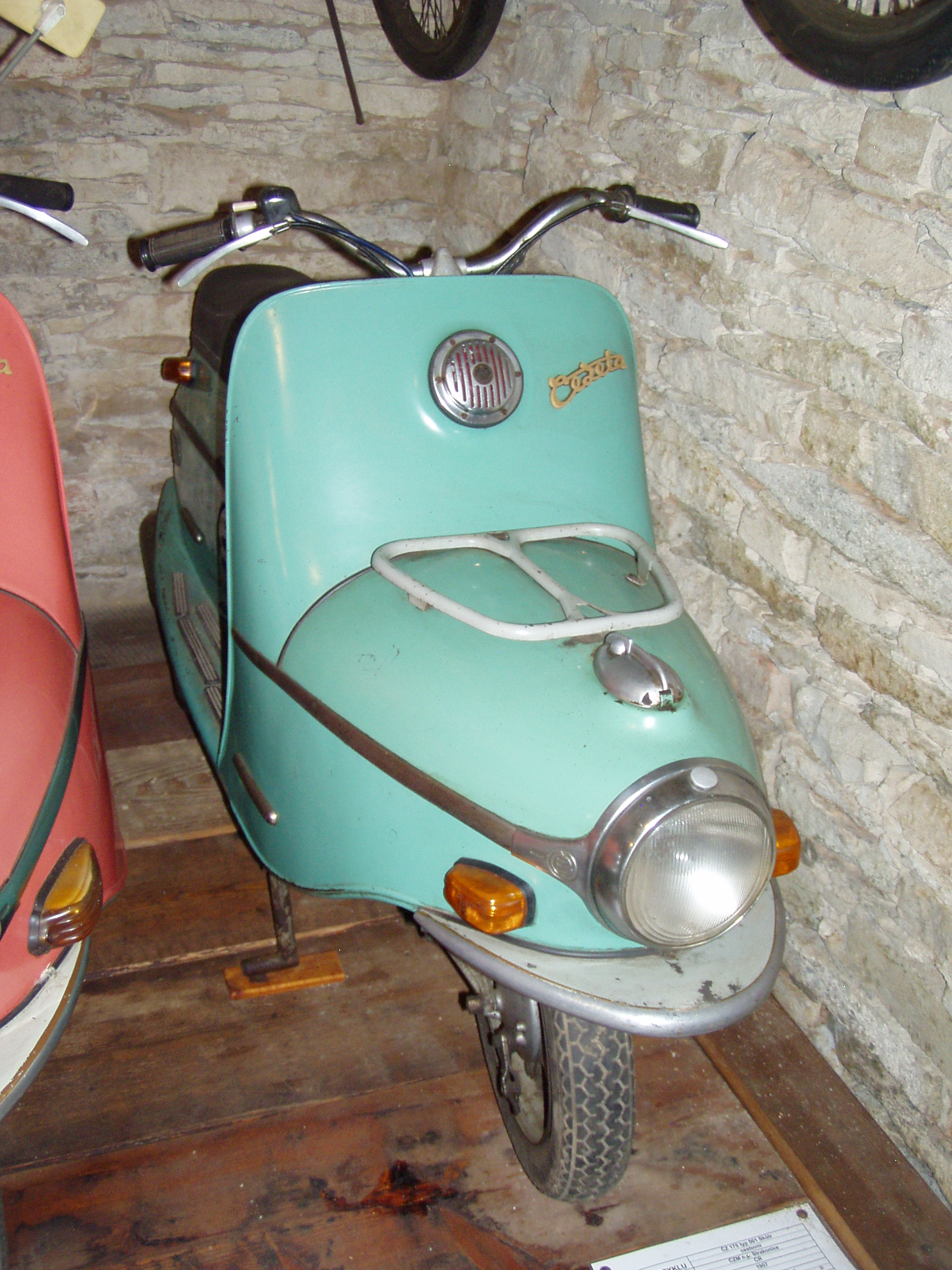
ČZ 175/501 Čezeta (1957)
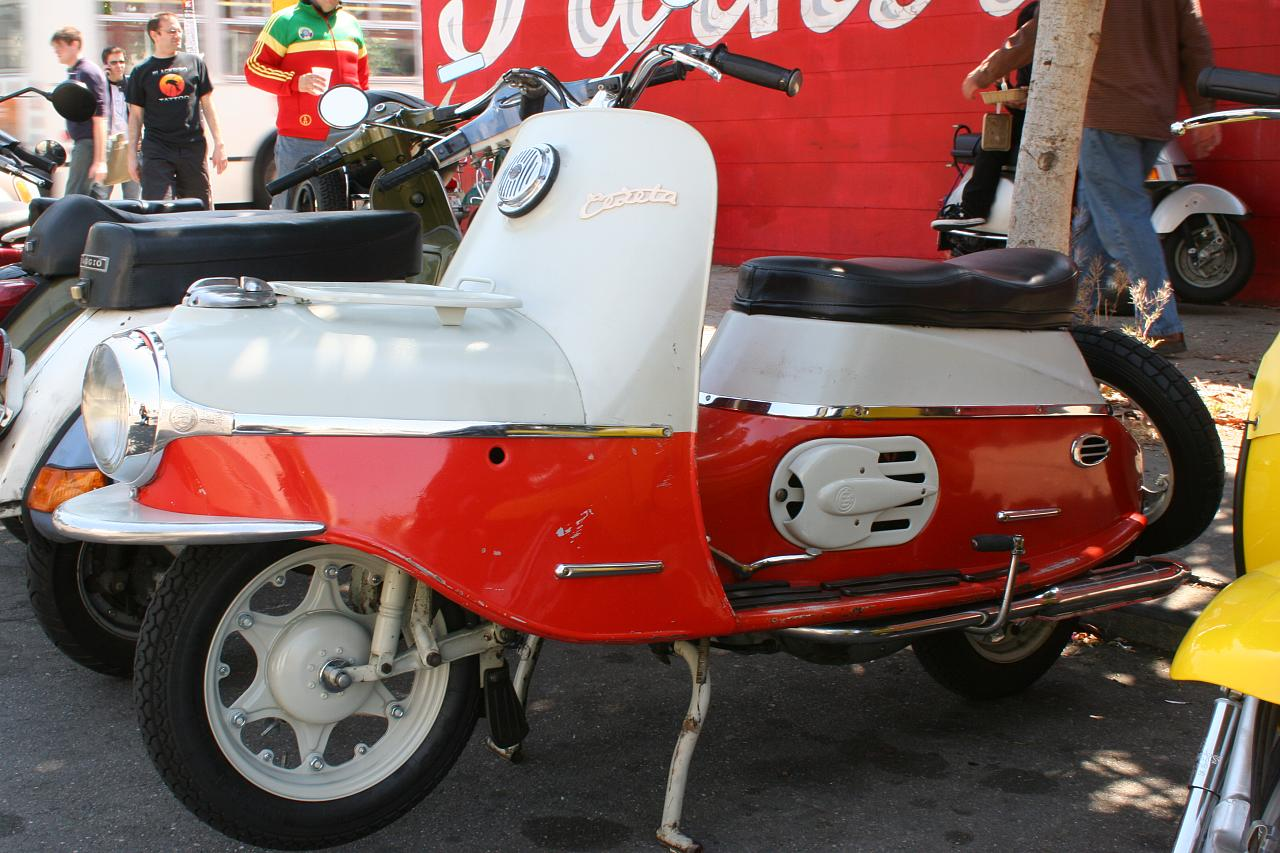
ČZ 175/501 Čezeta
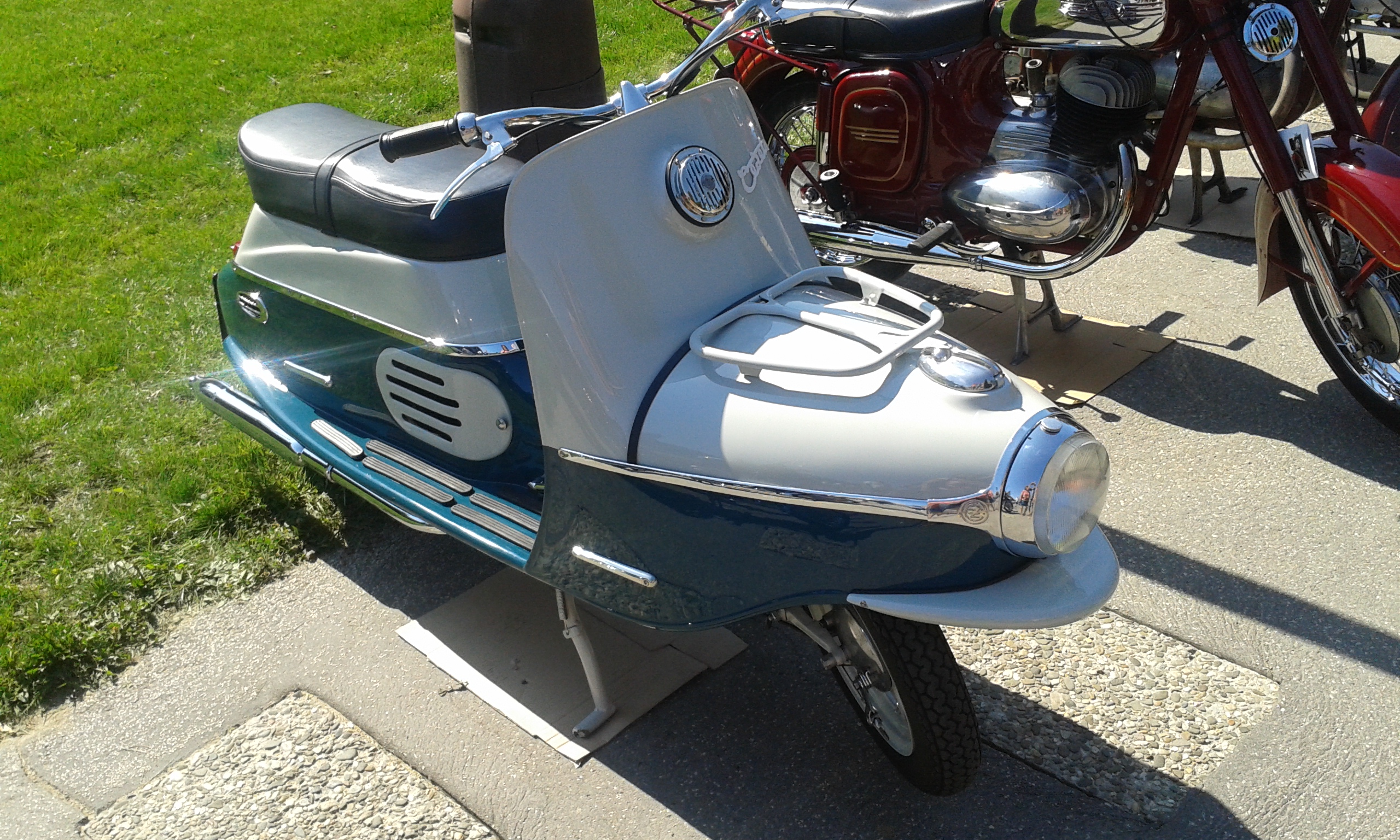
ČZ 175/501 Čezeta